# Torneo Finalización 2017 (Colombia)
El Torneo Finalización 2017 fue la octogésima sexta (86a.) edición de la Categoría Primera A del fútbol profesional colombiano, siendo el segundo torneo de la temporada 2017. El campeón de este torneo clasificará a la Copa Libertadores 2018 y a la Superliga 2018. Según el sistema de juego, el torneo se disputa en dos etapas: la fase regular de fechas todos contra todos, más un partido de clásicos (20 fechas) y la fase final de eliminación directa.
Por primera vez en la historia de la liga profesional colombiana, la final se disputó con el clásico bogotano entre Santa Fe y Millonarios. La única vez que el clásico definió un título, fue en la Superliga de Colombia de 2013 coronándose campeón Santa Fe.
Millonarios consiguió su decimoquinto título en la máxima categoría del fútbol colombiano, luego de superar en la final al Santa Fe por un marcador global de 2-3. Tras ganar en el encuentro de ida por 1-0 en el estadio El Campin, el cuadro embajador logró empatar en el partido de vuelta por un marcador de 2-2, para obtener la estrella.
Este torneo consagró al 33.º técnico extranjero que gana un título en la historia del fútbol profesional colombiano.[cita requerida]

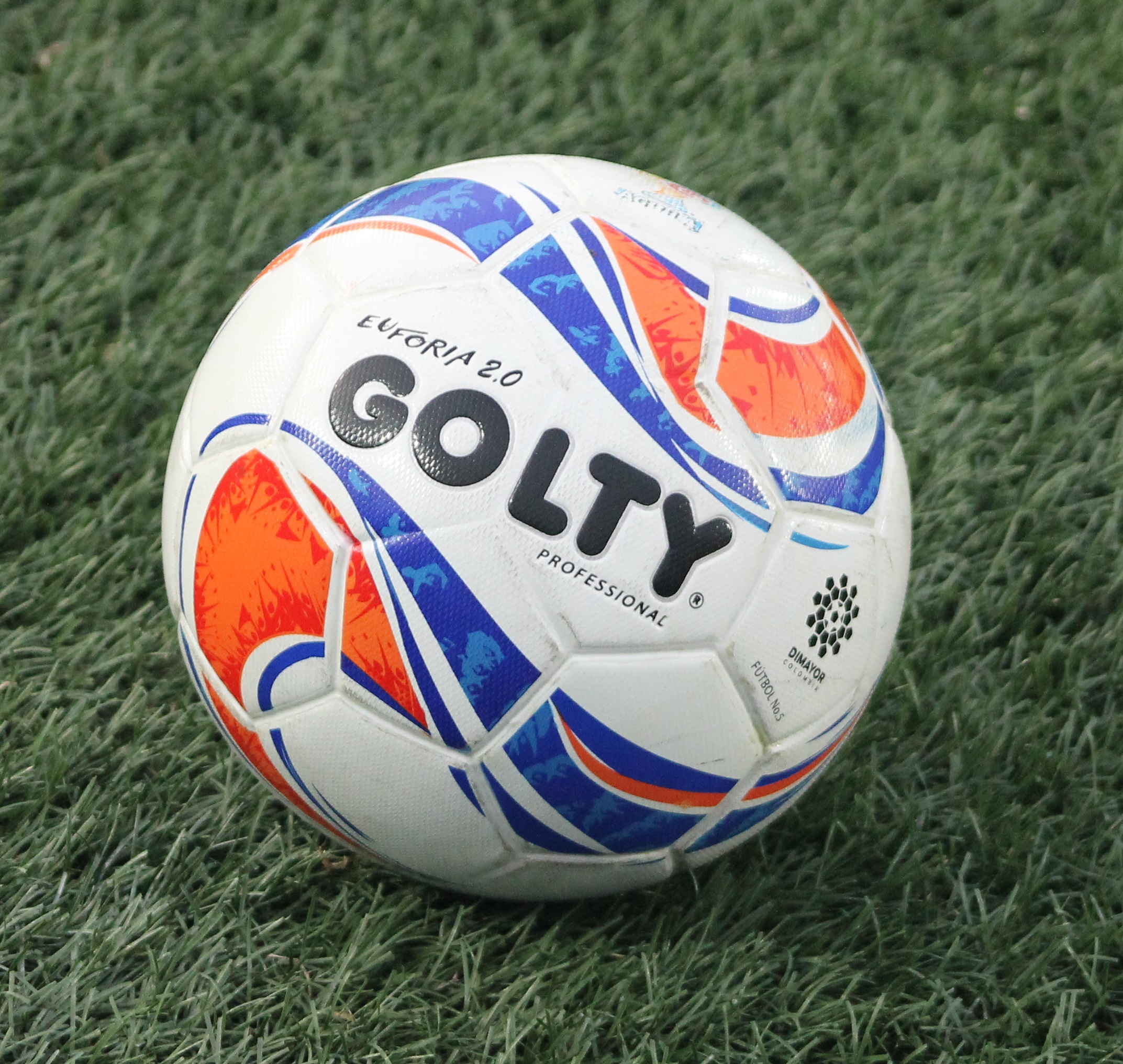
Durante el torneo se estrenó el balón Euforia 2.0.

## Sistema de juego
|                                      |                                      | Sistema de juego |
| ------------------------------------ | ------------------------------------ | --- |
| Fase todos contra todos (20 equipos) | Fase todos contra todos (20 equipos) | - Sistema de liga donde se juegan los partidos de vuelta (los partidos de ida se juegan en el Torneo Apertura) y una fecha de clásicos.                                                   |
| Fase final (8 equipos)               | Fase final (8 equipos)               | - Los 8 mejores equipos posicionados en la fase todos contra todos juegan rondas de eliminación directa, las llaves son escogidas mediante sorteo.                                        |
| Gran final (2 equipos)               | Gran final (2 equipos)               | - Los 2 equipos vencedores de la fase anterior juegan una "gran final" en partidos de ida y vuelta por el título del campeonato de la máxima categoría del fútbol profesional colombiano. |

Nota: Existe una tabla de reclasificación en donde se lleva a cabo la sumatoria de puntos de los clubes en todos los partidos de los dos torneos de primera división: el Apertura y el Finalización (incluyendo fases finales).
El Torneo Finalización se jugó en cuatro fases para definir al campeón del certamen. En la fase inicial jugaron los equipos 20 jornadas todos contra todos (19 fechas y una fecha de clásicos). Los ocho primeros clasificados avanzaron a la siguiente instancia; estos jugaron los cuartos de final, donde los ocho equipos clasificados se dividieron en dos grupos para el sorteo los cuatro equipos clasificados de primeros se sortearon cada uno con los cuatro restantes, y se jugó partidos de ida y vuelta en cada llave. Al terminar la fase, los cuatro vencedores jugaron una serie de semifinales igualmente de ida y vuelta, donde jugará de local el partido de vuelta el mejor ubicado en la reclasificación del Torneo Apertura.
Finalmente se jugará la final del torneo (en partido de ida y vuelta); el equipo que quede ganador del torneo, clasificará a la «Superliga» y a la «Copa Libertadores».

## Equipos participantes

### Datos de los clubes
| Equipo                 | Entrenador           | Ciudad/Municipio | Estadio                        | Aforo  |
| ---------------------- | -------------------- | ---------------- | ------------------------------ | ------ |
| Alianza Petrolera      | Juan Cruz Real       | Barrancabermeja  | Daniel Villa Zapata            | 10.400 |
| América de Cali        | Jorge da Silva       | Cali             | Olímpico Pascual Guerrero      | 35.405 |
| Atlético Bucaramanga   | Jaime de La Pava     | Bucaramanga      | Alfonso López                  | 25.000 |
| Atlético Huila         | Néstor Craviotto     | Neiva            | Guillermo Plazas Alcid         | 2.000  |
| Atlético Nacional      | Juan Manuel Lillo    | Medellín         | Atanasio Girardot              | 44.412 |
| Cortuluá               | Néstor Otero         | Tuluá            | Olímpico Pascual Guerrero      | 35.405 |
| Deportes Tolima        | Alberto Gamero       | Ibagué           | Manuel Murillo Toro            | 28.179 |
| Deportivo Cali         | Sergio Angulo        | Cali             | Deportivo Cali                 | 52.000 |
| Deportivo Pasto        | Flabio Torres        | Pasto            | Departamental Libertad         | 25.000 |
| Envigado F. C.         | Rubén Bedoya         | Envigado         | Polideportivo Sur              | 14.000 |
| Independiente Medellín | Ismael Rescalvo      | Medellín         | Atanasio Girardot              | 44.412 |
| Jaguares               | Hubert Bodhert       | Montería         | Jaraguay                       | 12.000 |
| Junior                 | Julio Comesaña       | Barranquilla     | Metropolitano Roberto Meléndez | 46.692 |
| La Equidad             | Luis Fernando Suárez | Bogotá           | Metropolitano de Techo         | 10.000 |
| Millonarios            | Miguel Ángel Russo   | Bogotá           | Nemesio Camacho El Campín      | 36.343 |
| Once Caldas            | Herney Duque         | Manizales        | Palogrande                     | 40.678 |
| Patriotas              | Diego Corredor       | Tunja            | La Independencia               | 20.630 |
| Rionegro Águilas       | Diego Edison Umaña   | Rionegro         | Alberto Grisales               | 14.000 |
| Santa Fe               | Gregorio Pérez       | Bogotá           | Nemesio Camacho El Campín      | 36.343 |
| Tigres F. C.           | John Jairo Bodmer    | Bogotá           | Metropolitano de Techo         | 10.000 |

#### Cambio de entrenadores
| Equipo                 | Entrenador saliente | Fecha de salida         | Reemplazado por      | Fecha de llegada        |
| ---------------------- | ------------------- | ----------------------- | -------------------- | ----------------------- |
| Cortuluá               | Jaime de La Pava    | 29 de mayo de 2017      | Néstor Otero         | 30 de mayo de 2017      |
| Once Caldas            | Herney Duque        | 29 de mayo de 2017      | Francisco Maturana   | 4 de junio de 2017      |
| La Equidad             | Arturo Boyacá       | 1 de junio de 2017      | Luis Fernando Suárez | 2 de junio de 2017      |
| Deportes Tolima        | Oscar Quintabani    | 2 de junio de 2017      | José Hernández       | 6 de junio de 2017      |
| Atlético Huila         | Jorge Bermúdez      | 5 de junio de 2017      | Néstor Craviotto     | 6 de junio de 2017      |
| Independiente Medellín | Luis Zubeldía       | 6 de junio de 2017      | Juan José Peláez     | 13 de junio de 2017     |
| Santa Fe               | Gustavo Costas      | 7 de junio de 2017      | Gregorio Pérez       | 13 de junio de 2017     |
| Atlético Nacional      | Reinaldo Rueda      | 20 de junio de 2017     | Juan Manuel Lillo    | 27 de junio de 2017     |
| Atlético Bucaramanga   | Fernando Castro     | 30 de julio de 2017     | Jaime de La Pava     | 1 de agosto de 2017     |
| Envigado F. C.         | Ismael Rescalvo     | 2 de agosto de 2017     | Rubén Bedoya         | 2 de agosto de 2017     |
| Rionegro Águilas       | Óscar Pérez         | 6 de agosto de 2017     | Diego Edison Umaña   | 11 de agosto de 2017    |
| Deportes Tolima        | José Hernández      | 22 de agosto de 2017    | Alberto Gamero       | 22 de agosto de 2017    |
| América de Cali        | Hernán Torres       | 2 de septiembre de 2017 | Jorge da Silva       | 6 de septiembre de 2017 |
| Independiente Medellín | Juan José Peláez    | 15 de octubre de 2017   | Ismael Rescalvo      | 16 de octubre de 2017   |
| Deportivo Cali         | Héctor Cárdenas     | 17 de octubre de 2017   | Sergio Angulo        | 17 de octubre de 2017   |
| Alianza Petrolera      | Jorge Luis Bernal   | 22 de octubre de 2017   | Juan Cruz Real       | 24 de octubre de 2017   |
| Once Caldas            | Francisco Maturana  | 14 de noviembre de 2017 | Herney Duque         | 14 de noviembre de 2017 |

### Localización
| Antioquia       | 4 | Atlético Nacional, Envigado F. C., Independiente Medellín y Rionegro Águilas | Junior Jaguares Bucaramanga Alianza Envigado R. Águilas Caldas Huila · Tolima Cortuluá Cali América Pasto Patriotas Bogotá Equipos de Bogotá: · La Equidad · Millonarios · Santa Fe · Tigres F. C. Medellín Equipos de Medellín: · Atlético Nacional · Independiente Medellín |
| Bogotá, D. C.   | 4 | La Equidad, Millonarios, Santa Fe y Tigres F. C.                             | Junior Jaguares Bucaramanga Alianza Envigado R. Águilas Caldas Huila · Tolima Cortuluá Cali América Pasto Patriotas Bogotá Equipos de Bogotá: · La Equidad · Millonarios · Santa Fe · Tigres F. C. Medellín Equipos de Medellín: · Atlético Nacional · Independiente Medellín |
| Valle del Cauca | 3 | América de Cali, Cortuluá y Deportivo Cali                                   | Junior Jaguares Bucaramanga Alianza Envigado R. Águilas Caldas Huila · Tolima Cortuluá Cali América Pasto Patriotas Bogotá Equipos de Bogotá: · La Equidad · Millonarios · Santa Fe · Tigres F. C. Medellín Equipos de Medellín: · Atlético Nacional · Independiente Medellín |
| Santander       | 2 | Alianza Petrolera y Atlético Bucaramanga                                     | Junior Jaguares Bucaramanga Alianza Envigado R. Águilas Caldas Huila · Tolima Cortuluá Cali América Pasto Patriotas Bogotá Equipos de Bogotá: · La Equidad · Millonarios · Santa Fe · Tigres F. C. Medellín Equipos de Medellín: · Atlético Nacional · Independiente Medellín |
| Atlántico       | 1 | Junior                                                                       | Junior Jaguares Bucaramanga Alianza Envigado R. Águilas Caldas Huila · Tolima Cortuluá Cali América Pasto Patriotas Bogotá Equipos de Bogotá: · La Equidad · Millonarios · Santa Fe · Tigres F. C. Medellín Equipos de Medellín: · Atlético Nacional · Independiente Medellín |
| Boyacá          | 1 | Patriotas                                                                    | Junior Jaguares Bucaramanga Alianza Envigado R. Águilas Caldas Huila · Tolima Cortuluá Cali América Pasto Patriotas Bogotá Equipos de Bogotá: · La Equidad · Millonarios · Santa Fe · Tigres F. C. Medellín Equipos de Medellín: · Atlético Nacional · Independiente Medellín |
| Caldas          | 1 | Once Caldas                                                                  | Junior Jaguares Bucaramanga Alianza Envigado R. Águilas Caldas Huila · Tolima Cortuluá Cali América Pasto Patriotas Bogotá Equipos de Bogotá: · La Equidad · Millonarios · Santa Fe · Tigres F. C. Medellín Equipos de Medellín: · Atlético Nacional · Independiente Medellín |
| Córdoba         | 1 | Jaguares                                                                     | Junior Jaguares Bucaramanga Alianza Envigado R. Águilas Caldas Huila · Tolima Cortuluá Cali América Pasto Patriotas Bogotá Equipos de Bogotá: · La Equidad · Millonarios · Santa Fe · Tigres F. C. Medellín Equipos de Medellín: · Atlético Nacional · Independiente Medellín |
| Huila           | 1 | Atlético Huila                                                               | Junior Jaguares Bucaramanga Alianza Envigado R. Águilas Caldas Huila · Tolima Cortuluá Cali América Pasto Patriotas Bogotá Equipos de Bogotá: · La Equidad · Millonarios · Santa Fe · Tigres F. C. Medellín Equipos de Medellín: · Atlético Nacional · Independiente Medellín |
| Nariño          | 1 | Deportivo Pasto                                                              | Junior Jaguares Bucaramanga Alianza Envigado R. Águilas Caldas Huila · Tolima Cortuluá Cali América Pasto Patriotas Bogotá Equipos de Bogotá: · La Equidad · Millonarios · Santa Fe · Tigres F. C. Medellín Equipos de Medellín: · Atlético Nacional · Independiente Medellín |
| Tolima          | 1 | Deportes Tolima                                                              | Junior Jaguares Bucaramanga Alianza Envigado R. Águilas Caldas Huila · Tolima Cortuluá Cali América Pasto Patriotas Bogotá Equipos de Bogotá: · La Equidad · Millonarios · Santa Fe · Tigres F. C. Medellín Equipos de Medellín: · Atlético Nacional · Independiente Medellín |

## Todos contra todos

### Clasificación
| Pos. | Equipos                | PJ | PG | PE | PP | GF | GC | Dif. | Pts. |
| ---- | ---------------------- | -- | -- | -- | -- | -- | -- | ---- | ---- |
| 1.   | Junior                 | 20 | 12 | 3  | 5  | 32 | 15 | 17   | 39   |
| 2.   | Santa Fe               | 20 | 11 | 6  | 3  | 21 | 10 | 11   | 39   |
| 3.   | Atlético Nacional      | 20 | 12 | 2  | 6  | 25 | 12 | 13   | 38   |
| 4.   | Millonarios            | 20 | 10 | 6  | 4  | 26 | 14 | 12   | 36   |
| 5.   | Deportes Tolima        | 20 | 9  | 6  | 5  | 25 | 20 | 5    | 33   |
| 6.   | América de Cali        | 20 | 8  | 7  | 5  | 19 | 15 | 4    | 31   |
| 7.   | La Equidad             | 20 | 7  | 9  | 4  | 25 | 18 | 7    | 30   |
| 8.   | Jaguares de Córdoba    | 20 | 7  | 7  | 6  | 25 | 21 | 4    | 28   |
| 9.   | Independiente Medellín | 20 | 7  | 6  | 7  | 23 | 20 | 3    | 27   |
| 10.  | Atlético Huila         | 20 | 7  | 6  | 7  | 21 | 23 | -2   | 27   |
| 11.  | Envigado F. C.         | 20 | 7  | 5  | 8  | 19 | 23 | -4   | 26   |
| 12.  | Tigres F. C.           | 20 | 7  | 5  | 8  | 13 | 19 | -6   | 26   |
| 13.  | Cortuluá               | 20 | 7  | 3  | 10 | 17 | 28 | -11  | 24   |
| 14.  | Deportivo Cali         | 20 | 6  | 5  | 9  | 25 | 32 | -7   | 23   |
| 15.  | Deportivo Pasto        | 20 | 6  | 3  | 11 | 25 | 29 | -4   | 21   |
| 16.  | Patriotas              | 20 | 4  | 9  | 7  | 19 | 25 | -6   | 21   |
| 17.  | Once Caldas            | 20 | 5  | 6  | 9  | 16 | 24 | -8   | 21   |
| 18.  | Alianza Petrolera      | 20 | 5  | 4  | 11 | 16 | 28 | -12  | 19   |
| 19.  | Atlético Bucaramanga   | 20 | 4  | 6  | 10 | 18 | 24 | -6   | 18   |
| 20.  | Rionegro Águilas       | 20 | 4  | 6  | 10 | 16 | 26 | -10  | 18   |

Fuente: Web oficial de Dimayor
|  |                                       |
|  | Clasificado a los cuartos de final.   |
|  | Eliminado.                            |
|  | Descenso a la Primera B por promedio. |

#### Evolución de la clasificación
| Equipo                 | Jornada | Jornada | Jornada | Jornada | Jornada | Jornada | Jornada | Jornada | Jornada | Jornada | Jornada | Jornada | Jornada | Jornada | Jornada | Jornada | Jornada | Jornada | Jornada | Jornada |
| Equipo                 | 1       | 2       | 3       | 4       | 5       | 6       | 7       | 8       | 9       | 10      | 11      | 12      | 13      | 14      | 15      | 16      | 17      | 18      | 19      | 20      |
| ---------------------- | ------- | ------- | ------- | ------- | ------- | ------- | ------- | ------- | ------- | ------- | ------- | ------- | ------- | ------- | ------- | ------- | ------- | ------- | ------- | ------- |
| Junior                 | 1       | 2       | 1       | 2       | 2       | 2       | 1       | 1       | 1       | 2       | 2       | 2       | 2       | 3       | 2       | 3       | 2       | 3       | 3       | 1       |
| Santa Fe               | 6       | 4       | 2       | 1       | 1       | 1       | 2       | 2       | 2       | 1       | 1       | 1       | 1       | 2       | 3       | 2       | 1       | 2       | 1       | 2       |
| Atlético Nacional      | 18      | 8       | 4       | 3       | 5       | 4       | 3       | 3       | 3       | 3       | 4       | 3       | 3       | 1       | 1       | 1       | 3       | 1       | 2       | 3       |
| Millonarios            | 8       | 14      | 11      | 10      | 10      | 14      | 10      | 8       | 7       | 9       | 7       | 10      | 7       | 5       | 5       | 5       | 4       | 4       | 4       | 4       |
| Deportes Tolima        | 14      | 17      | 12      | 15      | 16      | 16      | 15      | 16      | 11      | 15      | 15      | 12      | 9       | 6       | 6       | 6       | 6       | 5       | 6       | 5       |
| América de Cali        | 4       | 1       | 3       | 6       | 7       | 11      | 6       | 9       | 9       | 12      | 16      | 11      | 13      | 10      | 8       | 8       | 7       | 7       | 7       | 6       |
| La Equidad             | 20      | 10      | 6       | 7       | 8       | 7       | 12      | 14      | 10      | 10      | 10      | 7       | 4       | 4       | 4       | 4       | 5       | 6       | 5       | 7       |
| Jaguares de Córdoba    | 13      | 15      | 17      | 13      | 13      | 15      | 16      | 18      | 14      | 19      | 18      | 15      | 12      | 8       | 7       | 7       | 9       | 9       | 9       | 8       |
| Independiente Medellín | 12      | 6       | 7       | 9       | 4       | 5       | 4       | 4       | 4       | 4       | 5       | 5       | 6       | 9       | 10      | 10      | 8       | 8       | 8       | 9       |
| Atlético Huila         | 7       | 11      | 14      | 16      | 11      | 6       | 11      | 10      | 13      | 8       | 9       | 13      | 14      | 17      | 17      | 13      | 15      | 12      | 14      | 10      |
| Envigado F. C.         | 19      | 20      | 20      | 20      | 19      | 18      | 18      | 17      | 18      | 16      | 12      | 8       | 10      | 13      | 14      | 14      | 13      | 11      | 13      | 11      |
| Tigres F. C.           | 5       | 9       | 16      | 17      | 17      | 12      | 8       | 7       | 8       | 6       | 6       | 9       | 11      | 14      | 12      | 9       | 10      | 10      | 11      | 12      |
| Cortuluá               | 9       | 7       | 8       | 5       | 6       | 10      | 5       | 6       | 5       | 5       | 3       | 4       | 5       | 7       | 9       | 11      | 12      | 14      | 12      | 13      |
| Deportivo Cali         | 2       | 5       | 9       | 12      | 12      | 13      | 9       | 12      | 16      | 11      | 8       | 6       | 8       | 11      | 11      | 12      | 11      | 13      | 10      | 14      |
| Deportivo Pasto        | 11      | 13      | 10      | 14      | 14      | 9       | 14      | 15      | 12      | 14      | 17      | 19      | 16      | 16      | 16      | 17      | 18      | 20      | 15      | 15      |
| Patriotas              | 10      | 12      | 15      | 8       | 9       | 8       | 13      | 11      | 15      | 17      | 13      | 16      | 19      | 19      | 18      | 19      | 16      | 16      | 18      | 16      |
| Once Caldas            | 17      | 16      | 13      | 11      | 15      | 17      | 17      | 13      | 17      | 13      | 14      | 17      | 18      | 12      | 13      | 15      | 14      | 15      | 16      | 17      |
| Alianza Petrolera      | 3       | 3       | 5       | 4       | 3       | 3       | 7       | 5       | 6       | 7       | 11      | 14      | 17      | 18      | 19      | 20      | 20      | 17      | 19      | 18      |
| Atlético Bucaramanga   | 15      | 18      | 18      | 18      | 20      | 19      | 19      | 19      | 19      | 18      | 19      | 18      | 15      | 15      | 15      | 16      | 19      | 18      | 17      | 19      |
| Rionegro Águilas       | 16      | 19      | 19      | 19      | 18      | 20      | 20      | 20      | 20      | 20      | 20      | 20      | 20      | 20      | 20      | 18      | 17      | 19      | 20      | 20      |

### Resultados
- La hora de cada encuentro corresponde al huso horario que rige a Colombia (UTC-5)

Nota: Los horarios y partidos de televisión se definen la semana previa a cada jornada. Los canales Win Sports, RCN Televisión y RCN HD2, son los medios de difusión por televisión autorizado por la Dimayor para la transmisión por cable de todos los partidos de cada jornada.
| Patriotas              | 1 : 1 | Atlético Huila       | La Independencia               | 7 de julio | 19:45 | Win Sports |
| Deportivo Pasto        | 1 : 1 | Cortuluá             | Departamental Libertad         | 8 de julio | 14:00 | Win Sports |
| Deportes Tolima        | 0 : 0 | Jaguares             | Manuel Murillo Toro            | 8 de julio | 16:00 | Win Sports |
| Alianza Petrolera      | 2 : 1 | Atlético Bucaramanga | Daniel Villa Zapata            | 8 de julio | 18:00 | Win Sports |
| Independiente Medellín | 1 : 1 | Millonarios          | Atanasio Girardot              | 8 de julio | 19:30 | RCN        |
| Deportivo Cali         | 4 : 2 | Envigado F. C.       | Deportivo Cali                 | 8 de julio | 20:00 | Win Sports |
| Tigres                 | 1 : 0 | Once Caldas          | Metropolitano de Techo         | 9 de julio | 15:15 | Win Sports |
| Junior                 | 3 : 0 | La Equidad           | Metropolitano Roberto Meléndez | 9 de julio | 17:00 | RCN        |
| Rionegro Águilas       | 0 : 1 | América de Cali      | Alberto Grisales               | 9 de julio | 17:30 | Win Sports |
| Santa Fe               | 1 : 0 | Atlético Nacional    | Nemesio Camacho El Campín      | 9 de julio | 19:30 | Win Sports |

| Cortuluá          | 1 : 0 | Tigres                 | Olímpico Pascual Guerrero | 14 de julio | 19:45 | Win Sports |
| La Equidad        | 3 : 2 | Deportivo Pasto        | Metropolitano de Techo    | 15 de julio | 15:15 | Win Sports |
| Once Caldas       | 0 : 0 | Patriotas              | Palogrande                | 15 de julio | 17:30 | Win Sports |
| Envigado F. C.    | 0 : 2 | Independiente Medellín | Polideportivo Sur         | 15 de julio | 19:30 | RCN        |
| América de Cali   | 3 : 0 | Deportes Tolima        | Olímpico Pascual Guerrero | 15 de julio | 19:45 | Win Sports |
| Jaguares          | 0 : 1 | Junior                 | Jaraguay                  | 16 de julio | 15:15 | Win Sports |
| Atlético Huila    | 2 : 2 | Deportivo Cali         | Guillermo Plazas Alcid    | 16 de julio | 15:15 | Win Sports |
| Millonarios       | 0 : 1 | Santa Fe               | Nemesio Camacho El Campín | 16 de julio | 17:00 | RCN        |
| Alianza Petrolera | 2 : 0 | Rionegro Águilas       | Daniel Villa Zapata       | 16 de julio | 17:30 | Win Sports |
| Atlético Nacional | 2 : 1 | Atlético Bucaramanga   | Atanasio Girardot         | 16 de julio | 19:45 | Win Sports |

| Patriotas              | 2 : 2 | Cortuluá          | La Independencia               | 18 de julio | 18:00 | Win Sports |
| Deportivo Pasto        | 3 : 1 | Tigres            | Departamental Libertad         | 18 de julio | 20:00 | Win Sports |
| La Equidad             | 2 : 1 | Jaguares          | Metropolitano de Techo         | 19 de julio | 16:00 | Win Sports |
| Independiente Medellín | 1 : 1 | Atlético Huila    | Atanasio Girardot              | 19 de julio | 18:00 | Win Sports |
| Deportivo Cali         | 1 : 2 | Once Caldas       | Deportivo Cali                 | 19 de julio | 20:00 | Win Sports |
| Santa Fe               | 2 : 0 | Envigado F. C.    | Nemesio Camacho El Campín      | 19 de julio | 20:00 | Win Sports |
| Deportes Tolima        | 3 : 0 | Alianza Petrolera | Manuel Murillo Toro            | 20 de julio | 16:30 | Win Sports |
| Rionegro Águilas       | 0 : 1 | Atlético Nacional | Alberto Grisales               | 20 de julio | 18:00 | RCN        |
| Junior                 | 3 : 0 | América de Cali   | Metropolitano Roberto Meléndez | 20 de julio | 18:30 | Win Sports |
| Atlético Bucaramanga   | 1 : 3 | Millonarios       | Alfonso López                  | 20 de julio | 20:30 | Win Sports |

| Tigres            | 0 : 2 | Patriotas              | Metropolitano de Techo    | 21 de julio | 19:45 | Win Sports |
| Atlético Huila    | 0 : 2 | Santa Fe               | Guillermo Plazas Alcid    | 22 de julio | 15:15 | Win Sports |
| Cortuluá          | 2 : 1 | Deportivo Cali         | Olímpico Pascual Guerrero | 22 de julio | 19:30 | RCN        |
| Once Caldas       | 0 : 0 | Independiente Medellín | Palogrande                | 22 de julio | 19:45 | Win Sports |
| Jaguares          | 2 : 0 | Deportivo Pasto        | Jaraguay                  | 23 de julio | 15:15 | Win Sports |
| Atlético Nacional | 1 : 0 | Deportes Tolima        | Atanasio Girardot         | 23 de julio | 17:00 | RCN        |
| América de Cali   | 1 : 1 | La Equidad             | Olímpico Pascual Guerrero | 23 de julio | 17:30 |            |
| Millonarios       | 1 : 1 | Rionegro Águilas       | Nemesio Camacho El Campín | 23 de julio | 19:30 |            |
| Envigado F. C.    | 0 : 0 | Atlético Bucaramanga   | Polideportivo Sur         | 24 de julio | 18:00 |            |
| Alianza Petrolera | 1 : 0 | Junior                 | Daniel Villa Zapata       | 24 de julio | 20:00 |            |

| Jaguares               | 0 : 0 | América de Cali   | Jaraguay                       | 29 de julio | 15:15 | Win Sports |
| Deportivo Cali         | 1 : 1 | Tigres            | Deportivo Cali                 | 29 de julio | 19:35 | RCN        |
| Atlético Bucaramanga   | 0 : 1 | Atlético Huila    | Alfonso López                  | 29 de julio | 19:45 | Win Sports |
| Patriotas              | 0 : 0 | Deportivo Pasto   | La Independencia               | 30 de julio | 14:00 | Win Sports |
| Junior                 | 2 : 0 | Atlético Nacional | Metropolitano Roberto Meléndez | 30 de julio | 16:00 | Win Sports |
| Deportes Tolima        | 1 : 1 | Millonarios       | Manuel Murillo Toro            | 30 de julio | 17:00 | RCN        |
| Santa Fe               | 3 : 2 | Once Caldas       | Nemesio Camacho El Campín      | 30 de julio | 18:00 | Win Sports |
| Independiente Medellín | 1 : 0 | Cortuluá          | Atanasio Girardot              | 30 de julio | 20:00 | Win Sports |
| Rionegro Águilas       | 0 : 0 | Envigado F. C.    | Alberto Grisales               | 31 de julio | 18:00 | Win Sports |
| La Equidad             | 1 : 1 | Alianza Petrolera | Metropolitano de Techo         | 31 de julio | 20:00 | Win Sports |

| Envigado F. C.    | 3 : 1 | Deportes Tolima        | Polideportivo Sur         | 4 de agosto | 19:45 | Win Sports |
| Atlético Huila    | 2 : 0 | Rionegro Águilas       | Guillermo Plazas Alcid    | 5 de agosto | 15:15 | Win Sports |
| Alianza Petrolera | 1 : 1 | Jaguares               | Daniel Villa Zapata       | 5 de agosto | 17:30 | Win Sports |
| Once Caldas       | 0 : 2 | Atlético Bucaramanga   | Palogrande                | 5 de agosto | 18:00 | RCN        |
| Tigres            | 1 : 0 | Independiente Medellín | Metropolitano de Techo    | 5 de agosto | 19:30 | Win Sports |
| Deportivo Cali    | 0 : 0 | Patriotas              | Deportivo Cali            | 6 de agosto | 15:15 | Win Sports |
| Millonarios       | 1 : 2 | Junior                 | Nemesio Camacho El Campín | 6 de agosto | 17:15 | RCN        |
| Deportivo Pasto   | 1 : 0 | América de Cali        | Departamental Libertad    | 6 de agosto | 19:30 | Win Sports |
| Cortuluá          | 0 : 1 | Santa Fe               | Olímpico Pascual Guerrero | 7 de agosto | 19:30 | Win Sports |
| Atlético Nacional | 1 : 1 | La Equidad             | Atanasio Girardot         | 9 de agosto | 17:15 | Win Sports |

| Deportes Tolima        | 1 : 0 | Atlético Huila    | Manuel Murillo Toro            | 11 de agosto | 19:45 | Win Sports |
| Atlético Bucaramanga   | 0 : 1 | Cortuluá          | Alfonso López                  | 12 de agosto | 15:15 | Win Sports |
| Junior                 | 2 : 0 | Envigado F. C.    | Metropolitano Roberto Meléndez | 12 de agosto | 18:00 | RCN        |
| La Equidad             | 0 : 1 | Millonarios       | Metropolitano de Techo         | 12 de agosto | 19:45 | Win Sports |
| Rionegro Águilas       | 2 : 2 | Once Caldas       | Alberto Grisales               | 13 de agosto | 11:15 | Win Sports |
| Santa Fe               | 0 : 1 | Tigres            | Nemesio Camacho El Campín      | 13 de agosto | 13:30 | Win Sports |
| Jaguares               | 0 : 1 | Atlético Nacional | Jaraguay                       | 13 de agosto | 15:30 | Win Sports |
| América de Cali        | 2 : 1 | Alianza Petrolera | Olímpico Pascual Guerrero      | 13 de agosto | 17:15 | RCN        |
| Independiente Medellín | 3 : 2 | Patriotas         | Atanasio Girardot              | 13 de agosto | 17:30 | Win Sports |
| Deportivo Pasto        | 3 : 4 | Deportivo Cali    | Departamental Libertad         | 13 de agosto | 19:30 | Win Sports |

| Envigado F. C.    | 2 : 1 | La Equidad             | Polideportivo Sur         | 15 de agosto | 20:00 | Win Sports      |
| Tigres            | 2 : 1 | Atlético Bucaramanga   | Metropolitano de Techo    | 16 de agosto | 14:00 | Win Sports      |
| Cortuluá          | 1 : 0 | Rionegro Águilas       | Olímpico Pascual Guerrero | 16 de agosto | 16:00 | Sin transmisión |
| Alianza Petrolera | 4 : 2 | Deportivo Pasto        | Daniel Villa Zapata       | 16 de agosto | 16:00 | Win Sports      |
| Patriotas         | 0 : 0 | Santa Fe               | La Independencia          | 16 de agosto | 18:00 | Win Sports      |
| Deportivo Cali    | 1 : 3 | Independiente Medellín | Deportivo Cali            | 16 de agosto | 20:00 | Win Sports      |
| Atlético Nacional | 2 : 0 | América de Cali        | Atanasio Girardot         | 16 de agosto | 20:10 | RCN             |
| Atlético Huila    | 1 : 1 | Junior                 | Guillermo Plazas Alcid    | 17 de agosto | 15:15 | Win Sports      |
| Once Caldas       | 2 : 1 | Deportes Tolima        | Palogrande                | 17 de agosto | 18:00 | Win Sports      |
| Millonarios       | 1 : 0 | Jaguares               | Nemesio Camacho El Campín | 17 de agosto | 20:00 | Win Sports      |

| Rionegro Águilas     | 2 : 1 | Tigres                 | Alberto Grisales               | 19 de agosto | 15:15 | Win Sports |
| Atlético Bucaramanga | 2 : 0 | Patriotas              | Alfonso López                  | 19 de agosto | 17:30 | Win Sports |
| Santa Fe             | 2 : 0 | Deportivo Cali         | Nemesio Camacho El Campín      | 19 de agosto | 18:00 | RCN        |
| Deportivo Pasto      | 1 : 0 | Independiente Medellín | Departamental Libertad         | 19 de agosto | 19:45 | Win Sports |
| América de Cali      | 0 : 0 | Millonarios            | Olímpico Pascual Guerrero      | 20 de agosto | 10:15 | Win Sports |
| Jaguares             | 2 : 0 | Envigado F. C.         | Jaraguay                       | 20 de agosto | 15:15 | Win Sports |
| Junior               | 3 : 0 | Once Caldas            | Metropolitano Roberto Meléndez | 20 de agosto | 17:15 | RCN        |
| Atlético Nacional    | 4 : 0 | Alianza Petrolera      | Atanasio Girardot              | 20 de agosto | 17:30 | Win Sports |
| La Equidad           | 1 : 0 | Atlético Huila         | Metropolitano de Techo         | 21 de agosto | 18:00 | Win Sports |
| Deportes Tolima      | 2 : 0 | Cortuluá               | Manuel Murillo Toro            | 21 de agosto | 20:00 | Win Sports |

| Cortuluá               | 3 : 2 | Deportivo Pasto   | Olímpico Pascual Guerrero | 25 de agosto | 20:00 | Win Sports |
| Patriotas              | 1 : 1 | La Equidad        | La Independencia          | 26 de agosto | 15:15 | Win Sports |
| Tigres                 | 1 : 0 | Jaguares          | Metropolitano de Techo    | 26 de agosto | 17:30 | Win Sports |
| Once Caldas            | 3 : 2 | Junior            | Palogrande                | 26 de agosto | 18:00 | RCN        |
| Independiente Medellín | 1 : 0 | Atlético Nacional | Atanasio Girardot         | 26 de agosto | 19:45 | Win Sports |
| Atlético Huila         | 2 : 0 | Deportes Tolima   | Guillermo Plazas Alcid    | 27 de agosto | 15:15 | Win Sports |
| Santa Fe               | 1 : 0 | Millonarios       | Nemesio Camacho El Campín | 27 de agosto | 17:15 | RCN        |
| Envigado F. C.         | 2 : 0 | Rionegro Águilas  | Polideportivo Sur         | 27 de agosto | 17:30 | Win Sports |
| América de Cali        | 0 : 1 | Deportivo Cali    | Olímpico Pascual Guerrero | 27 de agosto | 19:30 | Win Sports |
| Atlético Bucaramanga   | 1 : 0 | Alianza Petrolera | Alfonso López             | 28 de agosto | 20:00 | Win Sports |

| Tigres                 | 1 : 1 | Deportes Tolima      | Metropolitano de Techo    | 1 de septiembre  | 20:00 | Win Sports |
| Atlético Huila         | 3 : 3 | Jaguares             | Guillermo Plazas Alcid    | 2 de septiembre  | 15:15 | Win Sports |
| Deportivo Cali         | 2 : 1 | Atlético Bucaramanga | Deportivo Cali            | 2 de septiembre  | 17:30 | Win Sports |
| Millonarios            | 1 : 0 | Alianza Petrolera    | Nemesio Camacho El Campín | 2 de septiembre  | 18:00 | RCN        |
| Envigado F. C.         | 2 : 1 | América de Cali      | Polideportivo Sur         | 2 de septiembre  | 19:45 | Win Sports |
| Patriotas              | 1 : 0 | Rionegro Águilas     | La Independencia          | 3 de septiembre  | 14:00 | Win Sports |
| Once Caldas            | 0 : 0 | La Equidad           | Palogrande                | 3 de septiembre  | 16:00 | Win Sports |
| Cortuluá               | 1 : 0 | Junior               | Olímpico Pascual Guerrero | 3 de septiembre  | 17:15 | RCN        |
| Independiente Medellín | 0 : 1 | Santa Fe             | Atanasio Girardot         | 3 de septiembre  | 18:00 | Win Sports |
| Deportivo Pasto        | 2 : 0 | Atlético Nacional    | Departamental Libertad    | 20 de septiembre | 19:45 | Win Sports |

| La Equidad           | 3 : 0 | Cortuluá               | Metropolitano de Techo         | 15 de septiembre | 18:00 | Win Sports |
| Deportes Tolima      | 2 : 1 | Patriotas              | Manuel Murillo Toro            | 15 de septiembre | 20:00 | Win Sports |
| Jaguares             | 1 : 0 | Once Caldas            | Jaraguay                       | 16 de septiembre | 15:15 | Win Sports |
| Alianza Petrolera    | 1 : 2 | Envigado F. C.         | Daniel Villa Zapata            | 16 de septiembre | 17:30 | Win Sports |
| Junior               | 2 : 0 | Tigres                 | Metropolitano Roberto Meléndez | 16 de septiembre | 18:00 | RCN        |
| Atlético Nacional    | 3 : 2 | Millonarios            | Atanasio Girardot              | 16 de septiembre | 19:45 | Win Sports |
| América de Cali      | 3 : 1 | Atlético Huila         | Olímpico Pascual Guerrero      | 17 de septiembre | 17:15 | RCN        |
| Rionegro Águilas     | 0 : 1 | Deportivo Cali         | Alberto Grisales               | 17 de septiembre | 18:00 |            |
| Santa Fe             | 1 : 0 | Deportivo Pasto        | Nemesio Camacho El Campín      | 17 de septiembre | 20:00 |            |
| Atlético Bucaramanga | 1 : 1 | Independiente Medellín | Alfonso López                  | 18 de septiembre | 20:00 |            |

| Cortuluá               | 1 : 3 | Jaguares          | Olímpico Pascual Guerrero | 22 de septiembre | 19:45 | Win Sports |
| Tigres                 | 0 : 3 | La Equidad        | Metropolitano de Techo    | 23 de septiembre | 14:00 | Win Sports |
| Independiente Medellín | 1 : 2 | Rionegro Águilas  | Atanasio Girardot         | 23 de septiembre | 16:00 | Win Sports |
| Atlético Bucaramanga   | 2 : 1 | Santa Fe          | Alfonso López             | 23 de septiembre | 18:00 | Win Sports |
| Once Caldas            | 0 : 0 | América de Cali   | Palogrande                | 23 de septiembre | 20:00 | Win Sports |
| Millonarios            | 1 : 0 | Deportivo Pasto   | Nemesio Camacho El Campín | 24 de septiembre | 17:15 | RCN        |
| Deportivo Cali         | 1 : 2 | Deportes Tolima   | Deportivo Cali            | 24 de septiembre | 17:30 | Win Sports |
| Envigado F. C.         | 0 : 2 | Atlético Nacional | Polideportivo Sur         | 24 de septiembre | 19:30 | Win Sports |
| Atlético Huila         | 2 : 0 | Alianza Petrolera | Guillermo Plazas Alcid    | 8 de noviembre   | 15:15 | Win Sports |
| Patriotas              | 1 : 0 | Junior            | La Independencia          | 12 de noviembre  | 17:15 | RCN        |

| Millonarios       | 1 : 0 | Envigado F. C.         | Nemesio Camacho El Campín      | 29 de septiembre | 20:00 | Win Sports |
| Rionegro Águilas  | 2 : 1 | Santa Fe               | Alberto Grisales               | 30 de septiembre | 15:15 | Win Sports |
| Atlético Nacional | 1 : 0 | Atlético Huila         | Atanasio Girardot              | 30 de septiembre | 18:00 | RCN        |
| Junior            | 1 : 0 | Deportivo Cali         | Metropolitano Roberto Meléndez | 30 de septiembre | 19:45 | Win Sports |
| América de Cali   | 2 : 1 | Cortuluá               | Olímpico Pascual Guerrero      | 1 de octubre     | 17:15 | RCN        |
| La Equidad        | 4 : 1 | Patriotas              | Metropolitano de Techo         | 1 de octubre     | 17:30 | Win Sports |
| Deportivo Pasto   | 0 : 0 | Atlético Bucaramanga   | Departamental Libertad         | 1 de octubre     | 19:30 | Win Sports |
| Jaguares          | 1 : 0 | Tigres                 | Jaraguay                       | 2 de octubre     | 10:00 | Win Sports |
| Alianza Petrolera | 0 : 1 | Once Caldas            | Daniel Villa Zapata            | 2 de octubre     | 20:00 | Win Sports |
| Deportes Tolima   | 2 : 1 | Independiente Medellín | Manuel Murillo Toro            | 7 de octubre     | 19:30 | Win Sports |

| Patriotas              | 2 : 2 | Jaguares          | La Independencia          | 14 de octubre   | 19:30 | Win Sports      |
| Independiente Medellín | 1 : 2 | Junior            | Atanasio Girardot         | 15 de octubre   | 17:15 | RCN             |
| Deportivo Cali         | 1 : 1 | La Equidad        | Deportivo Cali            | 15 de octubre   | 19:30 | Win Sports      |
| Once Caldas            | 0 : 1 | Atlético Nacional | Palogrande                | 16 de octubre   | 19:45 | Win Sports      |
| Tigres                 | 0 : 0 | América de Cali   | Metropolitano de Techo    | 19 de octubre   | 19:45 | Win Sports      |
| Santa Fe               | 1 : 1 | Deportes Tolima   | Nemesio Camacho El Campín | 25 de octubre   | 19:45 | Win Sports      |
| Atlético Bucaramanga   | 2 : 2 | Rionegro Águilas  | Alfonso López             | 11 de noviembre | 19:00 | Win Sports      |
| Atlético Huila         | 0 : 0 | Millonarios       | Guillermo Plazas Alcid    | 12 de noviembre | 15:00 | Win Sports      |
| Cortuluá               | 0 : 0 | Alianza Petrolera | Olímpico Pascual Guerrero | 12 de noviembre | 17:00 | Win Sports      |
| Deportivo Pasto        | 1 : 2 | Envigado F. C.    | Departamental Libertad    | 12 de noviembre | 20:00 | Sin transmisión |

| Atlético Nacional | 3 : 0 | Cortuluá               | Atanasio Girardot              | 27 de septiembre | 18:00 | Win Sports |
| Envigado F. C.    | 1 : 2 | Atlético Huila         | Polideportivo Sur              | 21 de octubre    | 15:15 | Win Sports |
| Deportes Tolima   | 1 : 0 | Atlético Bucaramanga   | Manuel Murillo Toro            | 21 de octubre    | 17:30 | Win Sports |
| La Equidad        | 2 : 2 | Independiente Medellín | Metropolitano de Techo         | 21 de octubre    | 18:00 | RCN        |
| Junior            | 0 : 1 | Santa Fe               | Metropolitano Roberto Meléndez | 21 de octubre    | 19:45 | Win Sports |
| Jaguares          | 3 : 2 | Deportivo Cali         | Jaraguay                       | 22 de octubre    | 15:15 | Win Sports |
| Millonarios       | 2 : 0 | Once Caldas            | Nemesio Camacho El Campín      | 22 de octubre    | 17:15 | RCN        |
| Alianza Petrolera | 0 : 1 | Tigres                 | Daniel Villa Zapata            | 22 de octubre    | 17:30 | Win Sports |
| Rionegro Águilas  | 2 : 1 | Deportivo Pasto        | Alberto Grisales               | 22 de octubre    | 19:30 | Win Sports |
| América de Cali   | 3 : 2 | Patriotas              | Olímpico Pascual Guerrero      | 24 de octubre    | 19:45 | Win Sports |

| Patriotas              | 2 : 0 | Alianza Petrolera | La Independencia          | 27 de octubre   | 19:45 | Win Sports |
| Deportivo Cali         | 0 : 0 | América de Cali   | Deportivo Cali            | 28 de octubre   | 18:00 | RCN        |
| Rionegro Águilas       | 1 : 1 | Deportes Tolima   | Alberto Grisales          | 28 de octubre   | 18:00 | Win Sports |
| Once Caldas            | 1 : 1 | Envigado F. C.    | Palogrande                | 28 de octubre   | 20:30 | Win Sports |
| Santa Fe               | 0 : 0 | La Equidad        | Nemesio Camacho El Campín | 29 de octubre   | 17:15 | RCN        |
| Independiente Medellín | 2 : 0 | Jaguares          | Atanasio Girardot         | 29 de octubre   | 17:45 | Win Sports |
| Cortuluá               | 0 : 2 | Millonarios       | Olímpico Pascual Guerrero | 29 de octubre   | 19:45 | Win Sports |
| Atlético Bucaramanga   | 1 : 3 | Junior            | Alfonso López             | 30 de octubre   | 20:00 | Win Sports |
| Tigres                 | 1 : 0 | Atlético Nacional | Nemesio Camacho El Campín | 12 de noviembre | 19:00 | Win Sports |
| Deportivo Pasto        | 4 : 0 | Atlético Huila    | Departamental Libertad    | 15 de noviembre | 18:00 | Win Sports |

| Atlético Huila    | 1 : 0 | Once Caldas            | Guillermo Plazas Alcid         | 31 de octubre   | 15:15 | Win Sports |
| Alianza Petrolera | 2 : 1 | Deportivo Cali         | Daniel Villa Zapata            | 31 de octubre   | 18:00 | Win Sports |
| Atlético Nacional | 3 : 0 | Patriotas              | Atanasio Girardot              | 31 de octubre   | 20:00 | Win Sports |
| Jaguares          | 2 : 2 | Santa Fe               | Jaraguay                       | 1 de noviembre  | 15:15 | Win Sports |
| Envigado F. C.    | 2 : 0 | Cortuluá               | Polideportivo Sur              | 1 de noviembre  | 18:00 | Win Sports |
| América de Cali   | 2 : 0 | Independiente Medellín | Olímpico Pascual Guerrero      | 1 de noviembre  | 20:00 | Win Sports |
| La Equidad        | 0 : 0 | Atlético Bucaramanga   | Metropolitano de Techo         | 2 de noviembre  | 16:00 | Win Sports |
| Deportes Tolima   | 3 : 0 | Deportivo Pasto        | Manuel Murillo Toro            | 2 de noviembre  | 18:00 | Win Sports |
| Millonarios       | 1 : 1 | Tigres                 | Nemesio Camacho El Campín      | 2 de noviembre  | 20:00 | Win Sports |
| Junior            | 2 : 2 | Rionegro Águilas       | Metropolitano Roberto Meléndez | 15 de noviembre | 20:00 | Win Sports |

| Independiente Medellín | 3 : 1 | Alianza Petrolera | Atanasio Girardot         | 4 de noviembre | 19:45 | Win Sports      |
| Tigres                 | 0 : 0 | Envigado F. C.    | Metropolitano de Techo    | 5 de noviembre | 14:00 | Win Sports      |
| Santa Fe               | 0 : 0 | América de Cali   | Nemesio Camacho El Campín | 5 de noviembre | 16:00 | RCN             |
| Atlético Bucaramanga   | 2 : 2 | Jaguares          | Alfonso López             | 5 de noviembre | 16:00 | Win Sports      |
| Cortuluá               | 2 : 1 | Atlético Huila    | Olímpico Pascual Guerrero | 5 de noviembre | 16:00 | Win Sports      |
| Patriotas              | 1 : 2 | Millonarios       | La Independencia          | 5 de noviembre | 18:00 | RCN             |
| Deportes Tolima        | 2 : 2 | Junior            | Manuel Murillo Toro       | 5 de noviembre | 18:00 | Win Sports      |
| Deportivo Cali         | 1 : 0 | Atlético Nacional | Deportivo Cali            | 5 de noviembre | 20:00 | Win Sports      |
| Rionegro Águilas       | 0 : 1 | La Equidad        | Alberto Grisales          | 6 de noviembre | 17:30 | Win Sports      |
| Deportivo Pasto        | 2 : 1 | Once Caldas       | Departamental Libertad    | 6 de noviembre | 19:30 | Sin transmisión |

| Once Caldas       | 2 : 1 | Cortuluá               | Palogrande                     | 18 de noviembre | 15:30 | Win Sports      |
| América de Cali   | 1 : 0 | Atlético Bucaramanga   | Olímpico Pascual Guerrero      | 18 de noviembre | 15:30 | Win Sports      |
| Jaguares          | 2 : 0 | Rionegro Águilas       | Jaraguay                       | 18 de noviembre | 15:30 | Win Sports      |
| Atlético Huila    | 1 : 0 | Tigres                 | Guillermo Plazas Alcid         | 18 de noviembre | 15:30 | Win Sports      |
| Envigado F. C.    | 0 : 0 | Patriotas              | Polideportivo Sur              | 18 de noviembre | 15:30 | Win Sports      |
| Atlético Nacional | 0 : 0 | Independiente Medellín | Atanasio Girardot              | 18 de noviembre | 15:30 | RCN             |
| Alianza Petrolera | 0 : 0 | Santa Fe               | Daniel Villa Zapata            | 18 de noviembre | 18:00 | Win Sports      |
| Millonarios       | 5 : 1 | Deportivo Cali         | Nemesio Camacho El Campín      | 18 de noviembre | 18:10 | RCN             |
| Junior            | 1 : 0 | Deportivo Pasto        | Metropolitano Roberto Meléndez | 19 de noviembre | 09:00 | Sin transmisión |
| La Equidad        | 0 : 1 | Deportes Tolima        | Metropolitano de Techo         | 19 de noviembre | 19:30 | Win Sports      |

## Fase final

### Cuadro final
Para la segunda fase del torneo, los cuartos de final, clasificaron los mejores ocho ubicados en la tabla del Todos contra todos. Estos ocho equipos se dividieron en cuatro llaves: llave A, B, C y D, los ubicados del primer (1°) al cuarto (4°) puesto fueron ubicados respectivamente en dichas llaves, con la ventaja de que el juego de vuelta lo disputarán en condición de local. Los rivales de estos cuatro equipos salieron de los ubicados del quinto (5°) al octavo (8°) puesto, los cuales sortearon su ubicación en las llaves A, B, C y D. El sorteo que definió el cuadro de eliminación directa se realizó el 19 de noviembre.
|  | Cuartos de final                  | Cuartos de final                  | Cuartos de final                  |   |             | Semifinales          | Semifinales          | Semifinales          |  |  | Final                | Final                | Final                |
|  | 25 de noviembre al 3 de diciembre | 25 de noviembre al 3 de diciembre | 25 de noviembre al 3 de diciembre |   |             | 6 al 10 de diciembre | 6 al 10 de diciembre | 6 al 10 de diciembre |  |  | 13 y 17 de diciembre | 13 y 17 de diciembre | 13 y 17 de diciembre |
|  |                                   |                                   |                                   |   |             |                      |                      |                      |  |  |                      |                      |                      |
|  | Santa Fe                          | 0                                 | 4                                 |   |             |                      |                      |                      |  |  |                      |                      |                      |
|  | Jaguares                          | 0                                 | 1                                 |   |             |                      |                      |                      |  |  |                      |                      |                      |
|  | Jaguares                          | 0                                 | 1                                 |   | Santa Fe    | 1                    | 1                    |                      |  |  |                      |                      |                      |
|  |                                   |                                   |                                   |   | Santa Fe    | 1                    | 1                    |                      |  |  |                      |                      |                      |
|  |                                   | Deportes Tolima                   | 0                                 | 1 |             |                      |                      |                      |  |  |                      |                      |                      |
|  | Atlético Nacional                 | Deportes Tolima                   | 0                                 | 1 | 0           | 2 (1)                |                      |                      |  |  |                      |                      |                      |
|  | Atlético Nacional                 |                                   |                                   |   | 0           | 2 (1)                |                      |                      |  |  |                      |                      |                      |
|  | Deportes Tolima (p.)              | 1                                 | 1 (3)                             |   |             |                      |                      |                      |  |  |                      |                      |                      |
|  |                                   |                                   |                                   |   |             |                      |                      |                      |  |  | Santa Fe             | 0                    | 2                    |
|  |                                   |                                   | Millonarios                       | 1 | 2           |                      |                      |                      |  |  |                      |                      |                      |
|  | Millonarios                       | 1                                 | 2                                 |   |             |                      |                      |                      |  |  |                      |                      |                      |
|  | La Equidad                        | 1                                 | 1                                 |   |             |                      |                      |                      |  |  |                      |                      |                      |
|  | La Equidad                        | 1                                 | 1                                 |   | Millonarios | 2                    | 0                    |                      |  |  |                      |                      |                      |
|  |                                   |                                   |                                   |   | Millonarios | 2                    | 0                    |                      |  |  |                      |                      |                      |
|  |                                   | América de Cali                   | 1                                 | 0 |             |                      |                      |                      |  |  |                      |                      |                      |
|  | Junior                            | América de Cali                   | 1                                 | 0 | 0           | 2 (2)                |                      |                      |  |  |                      |                      |                      |
|  | Junior                            |                                   |                                   |   | 0           | 2 (2)                |                      |                      |  |  |                      |                      |                      |
|  | América de Cali (p.)              | 0                                 | 2 (4)                             |   |             |                      |                      |                      |  |  |                      |                      |                      |

- Nota : El equipo ubicado en la primera línea de cada llave es el que ejerce la localía en el partido de vuelta.
- En adelante, la hora de cada encuentro corresponde a la hora legal de Colombia (UTC-5).

### Cuartos de final
| 27 de noviembre de 2017, 19:45 | América de Cali | 0:0     | Junior | Estadio Olímpico Pascual Guerrero, Cali                  |                                                          |
|                                |                 | Reporte |        | Asistencia: 36 000 espectadores Árbitro(s): Andrés Rojas | Asistencia: 36 000 espectadores Árbitro(s): Andrés Rojas |

| 3 de diciembre de 2017, 17:15 | Junior                                | 2:2 (2:1) (2:4 p.)         | América de Cali                                  | Estadio Metropolitano Roberto Meléndez, Barranquilla      |                                                           |
|                               | T. Gutiérrez 19' · G. Gutiérrez 37'   | Reporte                    | Angulo 26' · Castañeda 87'                       | Asistencia: 29 631 espectadores Árbitro(s): Wilmar Roldán | Asistencia: 29 631 espectadores Árbitro(s): Wilmar Roldán |
|                               |                                       | Tiros desde el punto penal |                                                  |                                                           |                                                           |
|                               | T. Gutiérrez · Sánchez · Mier · Chará |                            | Lizarazo · Angulo · Arboleda · Castañeda · Borja |                                                           |                                                           |

| 25 de noviembre de 2017, 19:30 | La Equidad | 1:1 (0:1) | Millonarios   | Estadio Metropolitano de Techo, Bogotá                    |                                                           |
|                                | Blanco 53' | Reporte   | Del Valle 42' | Asistencia: 3204 espectadores Árbitro(s): Gustavo Murillo | Asistencia: 3204 espectadores Árbitro(s): Gustavo Murillo |

| 29 de noviembre de 2017, 19:45 | Millonarios             | 2:1 (1:0) | La Equidad   | Estadio Nemesio Camacho El Campín, Bogotá                 |                                                           |
|                                | Cadavid 15' · Silva 85' | Reporte   | Valencia 76' | Asistencia: 18 000 espectadores Árbitro(s): Nicolás Gallo | Asistencia: 18 000 espectadores Árbitro(s): Nicolás Gallo |

| 26 de noviembre de 2017, 15:10 | Jaguares | 0:0     | Santa Fe | Estadio Jaraguay, Montería                                 |                                                            |
|                                |          | Reporte |          | Asistencia: 6000 espectadores Árbitro(s): Alexander Ospina | Asistencia: 6000 espectadores Árbitro(s): Alexander Ospina |

| 30 de noviembre de 2017, 18:45 | Santa Fe                                           | 4:1 (1:0) | Jaguares  | Estadio Nemesio Camacho El Campín, Bogotá                   |                                                             |
|                                | Urrego 14' · Morelo 53' · Valencia 82' · Pérez 85' | Reporte   | López 64' | Asistencia: 25 000 espectadores Árbitro(s): Gustavo Murillo | Asistencia: 25 000 espectadores Árbitro(s): Gustavo Murillo |

| 26 de noviembre de 2017, 17:05 | Deportes Tolima | 1:0 (0:0) | Atlético Nacional | Estadio Manuel Murillo Toro, Ibagué                      |                                                          |
|                                | Mosquera 73'    | Reporte   |                   | Asistencia: 15 000 espectadores Árbitro(s): Luis Sánchez | Asistencia: 15 000 espectadores Árbitro(s): Luis Sánchez |

| 2 de diciembre de 2017, 19:45 | Atlético Nacional                       | 2:1 (0:0) (1:3 p.)         | Deportes Tolima                       | Estadio Atanasio Girardot, Medellín                          |                                                              |
|                               | Ruiz 45' · Moreno 50'                   | Reporte                    | Pérez 55'                             | Asistencia: 20 985 espectadores Árbitro(s): Bismark Santiago | Asistencia: 20 985 espectadores Árbitro(s): Bismark Santiago |
|                               |                                         | Tiros desde el punto penal |                                       |                                                              |                                                              |
|                               | J. Mosquera · Bocanegra · Torres · Ruiz |                            | S. Mosquera · Lloreda · Villa · Rivas |                                                              |                                                              |

### Semifinales
| 7 de diciembre de 2017, 19:45 | América de Cali | 1:2 (0:1) | Millonarios               | Estadio Olímpico Pascual Guerrero, Cali                     |                                                             |
|                               | Borja 68'       | Reporte   | Del Valle 32' · Silva 71' | Asistencia: 36 000 espectadores Árbitro(s): John Hinestroza | Asistencia: 36 000 espectadores Árbitro(s): John Hinestroza |

| 10 de diciembre de 2017, 19:15 | Millonarios | 0:0     | América de Cali | Estadio Nemesio Camacho El Campín, Bogotá                    |                                                              |
|                                |             | Reporte |                 | Asistencia: 33 084 espectadores Árbitro(s): Bismark Santiago | Asistencia: 33 084 espectadores Árbitro(s): Bismark Santiago |

| 6 de diciembre de 2017, 20:00 | Deportes Tolima | 0:1 (0:0) | Santa Fe   | Estadio Manuel Murillo Toro, Ibagué                       |                                                           |
|                               |                 | Reporte   | Morelo 55' | Asistencia: 24 000 espectadores Árbitro(s): Wilmar Roldán | Asistencia: 24 000 espectadores Árbitro(s): Wilmar Roldán |

| 9 de diciembre de 2017, 19:00 | Santa Fe | 1:1 (0:0) | Deportes Tolima | Estadio Nemesio Camacho El Campín, Bogotá                   |                                                             |
|                               | Roa 81'  | Reporte   | Correa 59'      | Asistencia: 30 000 espectadores Árbitro(s): Gustavo Murillo | Asistencia: 30 000 espectadores Árbitro(s): Gustavo Murillo |

### Final
| 13 de diciembre de 2017, 19:30 | Millonarios       | 1:0 (1:0) | Santa Fe | Estadio Nemesio Camacho El Campín, Bogotá                |                                                          |
|                                | De Los Santos 32' | Reporte   |          | Asistencia: 32 288 espectadores Árbitro(s): Luis Sánchez | Asistencia: 32 288 espectadores Árbitro(s): Luis Sánchez |

| 17 de diciembre de 2017, 19:00 | Santa Fe       | 2:2 (1:0) | Millonarios             | Estadio Nemesio Camacho El Campín, Bogotá                 |                                                           |
|                                | Morelo 17' 82' | Reporte   | Cadavid 54' · Rojas 85' | Asistencia: 34 493 espectadores Árbitro(s): Wilmar Roldán | Asistencia: 34 493 espectadores Árbitro(s): Wilmar Roldán |

|                                 |
| Bandera de Colombia             |
| Campeón Millonarios 15.º título |

## Estadísticas

### Goleadores
| Yimmi Chará       | Junior              | 11 | 17 | 0.65 |  |  |  |  |  |  |  |
| Dayro Moreno      | Atlético Nacional   | 11 | 19 | 0.58 |  |  |  |  |  |  |  |
| Ayron del Valle   | Millonarios         | 11 | 21 | 0.52 |  |  |  |  |  |  |  |
| Carmelo Valencia  | La Equidad          | 11 | 22 | 0.5  |  |  |  |  |  |  |  |
| Ángelo Rodríguez  | Deportes Tolima     | 9  | 14 | 0.64 |  |  |  |  |  |  |  |
| Wilson Morelo     | Santa Fe            | 8  | 13 | 0.62 |  |  |  |  |  |  |  |
| Agustín Vuletich  | Rionegro Águilas    | 8  | 13 | 0.62 |  |  |  |  |  |  |  |
| Marco Pérez       | Deportes Tolima     | 8  | 20 | 0.4  |  |  |  |  |  |  |  |
| Teófilo Gutiérrez | Junior              | 7  | 14 | 0.43 |  |  |  |  |  |  |  |
| Pablo Rojas       | Jaguares de Córdoba | 7  | 19 | 0.37 |  |  |  |  |  |  |  |
|                   |                     |    |    |      |  |  |  |  |  |  |  |

Fuente: Web oficial de Dimayor

### Asistentes
| Andrés Ricaurte   | Atlético Huila   | 7 |  |  |  |  |  |  |  |  |
| Sebastián Villa   | Deportes Tolima  | 5 |  |  |  |  |  |  |  |  |
| Teófilo Gutiérrez | Junior           | 4 |  |  |  |  |  |  |  |  |
| Yimmi Chará       | Junior           | 4 |  |  |  |  |  |  |  |  |
| Jhon Pajoy        | Santa Fe         | 4 |  |  |  |  |  |  |  |  |
| Ayron del Valle   | Millonarios      | 4 |  |  |  |  |  |  |  |  |
| Stalin Motta      | La Equidad       | 4 |  |  |  |  |  |  |  |  |
| Nicolás Benedetti | Deportivo Cali   | 4 |  |  |  |  |  |  |  |  |
| Johan Arango      | Once Caldas      | 4 |  |  |  |  |  |  |  |  |
| Daniel Hernández  | Rionegro Águilas | 4 |  |  |  |  |  |  |  |  |
|                   |                  |   |  |  |  |  |  |  |  |  |

Fuente: Web oficial de World Football

### Tripletes
| 20 de julio      | Ángelo Rodríguez    | 5' · 36' · 56'  | Deportes Tolima | 3:0 | Alianza Petrolera |
| 23 de septiembre | Carmelo Valencia    | 6' · 28' · 69'  | Tigres F. C.    | 0:3 | La Equidad        |
| 15 de noviembre  | Wilfrido de La Rosa | 42' · 57' · 60' | Deportivo Pasto | 4:0 | Atlético Huila    |

## Clasificación a torneos internacionales
| Clasificado como | Copa Libertadores 2018 | Copa Sudamericana 2018 |
| ---------------- | ---------------------- | ---------------------- |
| Colombia 1       | Atlético Nacional      | Independiente Medellín |
| Colombia 2       | Millonarios            | América de Cali        |
| Colombia 3       | Santa Fe               | Deportivo Cali         |
| Colombia 4       | Junior                 | Jaguares               |

## Cambios de categoría al final de temporada
| Ascenso | Boyacá Chicó Itagüí Leones |

| Descenso | Cortuluá Tigres F. C. |